# Panonska Hrvatska (kneževina)
Savsko-dravska Kneževina, Kneževina Donja Panonija, Donjopanonska Kneževina ili u hrvatskoj historiografiji Panonska Hrvatska je naziv za kneževinu nastalu između Drave na sjeveru te Save i Kupe na jugu, na području današnje sjeverne Hrvatske, u južnim dijelovima Panonske nizine. U izvorima ovaj se kraj obično naziva jednostavno Panonija (lat. Panonia), a narod se obično naziva općenito Slavenima (lat. Sclavi). Donjopanonska Kneževina razvila se na području bivših rimskih provincija Savska Panonija i Druga Panonija.
Poznato je da su početkom 8. stoljeća postojale dvije slavenske pokrajine na tom području, jedna oko Siska, druga u Srijemu, a moguće je da ih je bilo i više. Područje Srijema bilo je kroz cijelu prvu polovicu 8. stoljeća izloženo čestim napadima Bugara i Avara, sve dok sredinom 8. stoljeća Avari nisu sasvim zavladali tim krajem. Otada se govori samo o Posavskoj Hrvatskoj.

## Povijest

### Dolazak Slavena u Panoniju
Panonija je nakon Rimljana došla pod vlast Istočnih Gota (453.), Langobarda (527.) i Avara (568.). Već u 6. st. na području Panonije naselili su se i Slaveni. Kada je Karlo Veliki potkraj 8. st. uništio državu Avara, Slaveni su ostali u Panoniji. Krajem 9. st. Mađari su prodrli preko Karpata u Podunavsku nizinu i potisnuli Slavene, zaposjedajući Panoniju Valeriju i Prvu Panoniju, osim njezina sjeverozapadnoga dijela, koji su držali Nijemci. Savska Panonija i Druga Panonija ostale su u posjedu Slavena. Otada se ime Panonija postupno gubi.

### Rast franačke moći i prihvaćanje kršćanstva
Nisu poznati niti mnogi vladari ove kneževine. Zna se da je od 791. do 810. vladar bio Vojnomir. No o njemu je još mnogo nepoznanica. Premda ga se još uvijek često naziva knezom, u izvorima nema toga naslova. Naziva ga se jednostavno Slavenom. Usto, i ispravan oblik njegova imena upitan je, jer se u franačkim izvorima spominje pod imenom Uuonomiro ili Uuonomyro. Neki misle i da on nije bio vladar panonskih Hrvata, nego onih koji su se bili doselili u Istru pod vodstvom vojvode Ivana. Drugi su povjesničari uvjereni u Vojnomirovo vladanje u Panonskoj Hrvatskoj, ili pak u njegovo karantansko podrijetlo, što je osobito zastupljeno među slovenskim povjesničarima. Upravo 791. franački kralj Karlo Veliki započeo je pohod protiv Avara, a već sljedeće godine, 792. Vojnomir se podlaže Karlu Velikome i obećava mu pomoć u borbi protiv Avara. Završivši ratove u Saskoj (792. – 796.), Karlo se mogao konačno okrenuti i prema Avarima, a rat protiv njih trajao je od 796. do 799. U tom ratu na franačkoj su strani doista sudjelovali i panonski Hrvati, a nakon konačne pobjede što su je Franci i Hrvati ishodili na prostorima današnje Mađarske nestalo je i neposredne avarske opasnosti. Moguće je da Konstantin Porfirogenet u svome djelu De administrando imperio misli upravo na ovu pobjedu, kad govori o porazu što su ga Hrvati nanijeli Avarima (De administrando imperio, 31). Franci tada, na istočnim granicama svoga kraljevstva, osnivaju dvije marke (pogranične grofovije) – sjevernije „istočnu“ (današnja Austrija), a južnije furlansku.
Početkom 9. stoljeća panonski Hrvati napuštaju svoje poganske običaje i prihvaćaju kršćanstvo. O tome svjedoče brojni arheološki nalazi, a osobito starohrvatski grobovi u kojima se od toga razdoblja više ne nalaze predmeti koji su bili ukapani zajedno s pokojnikom. Međutim, postoji mogućnost da su tragovi poganstva ostali prisutni o čemu svjedoči nalaz paljevinskog groba iz 9. ili 10. stoljeća otkriven kod Lobora u Hrvatskom zagorju.

### Ljudevit Posavski i borba protiv Franaka
Nakon smrti Karla Velikog, carem postaje njegov sin Ludovik I. Pobožni (814. – 840.) koji nije energijom dostizao svoga oca, te su veću moć u carstvu prigrabili velikaši. Među njima je bio i furlanski markgrof Kadolah (800. – 819.) koji je sa svojom vojskom prodirao na područje Panonske Hrvatske i ondje pljačkao. U to je vrijeme knez Panonske Hrvatske bio Ljudevit Posavski (810. – 823.), u franačkim ljetopisima poznat kao Liudewitus, dux Pannoniae inferioris (Ljudevit, knez Donje Panonije), koji 818. šalje svoje izaslanike caru Ludoviku u Heristall, kako bi se ondje požalili na Kadolahove postupke. No izaslanici se vraćaju bez da su njihovi problemi uzeti u ozbiljnije razmatranje, što Ljudevita potiče na otpor Francima. Tako dolazi i do prvog sukoba, no Kadolah ne postiže nikakav uspjeh, te se vraća u Furlaniju i uskoro umire. U srpnju 819. car Ludovik održava Sabor u Ingelheimu na koji dolaze i izaslanici kneza Ljudevita, kako bi ponudili mir Francima, no car to ne prihvaća.
Ljudevit tada traži saveznike među susjedima. Knez Primorske Hrvatske Borna već je ranije pristupio uz Franke, dok su uz Ljudevita pristali Karantanci i Timočani, i jedni i drugi Slaveni. Već u jesen 819. novi furlanski markgrof Balderik kreće s vojskom u Karantaniju gdje poražava Ljudevita u bitki na Dravi. Istovremeno, prema sjeveru nadiru i snage Primorske Hrvatske te dolazi do bitke na Kupi. Pritom s Bornine strane na Ljudevitovu prelaze Gaćani iz područja oko rijeke Gacke i time odlučuju pobjednika. Ljudevit već u prosincu iste godine provaljuje na jug protiv Borne čija se vojska zatvorila u utvrde i iz njih i s planina napadala panonsku vojsku, pa se ova morala povući na sjever. U tim je bitkama Ljudevit izgubio oko 3000 vojnika, preko 300 konja i mnogo hrane.
Nakon Sabora u Aachenu 820. godine, na kojem sudjeluje i knez Borna, u proljeće iste godine započinje novi pohod na Ljudevita iz tri smjera: sjeverna franačka vojska iz Bavarske, dolinom Dunava, pa preko Drave prodire prema Panonskoj Hrvatskoj; južna vojska iz Furlanije, preko Alpi; treća vojska iz Tirola preko Koruške. Prve dvije vojske Ljudevitove su snage zaustavile, prvu na Dravi, a drugu u Alpama. Pred trećom je uzmakao prema Hrvatskoj, što je onda otvorilo put i ostalima. Nakon prodora u područje između Save i Drave, Francima ostaje jedino pljačkanje, jer Ljudevit ondje nije zapodjenuo bitke. Slično se ponovilo i sljedeće godine, 821. U listopadu te godine, na Saboru u Diedenhofenu, franački vojskovođe izvješćuju cara kako se Ljudevit nije htio upustiti u bitku. Tek 822. godine Ljudevit napušta Sisak i bježi pred vojskom iz Furlanije na jug (prije se mislilo da je pobjegao među Srbe, no Nada Klaić dokazuje da je pobjegao u mjesto Srb), a sljedeće godine i dalje prema moru, gdje je i ubijen.
O ovom razdoblju svjedoče arheološki nalazi oružja, osobito u okolici Siska i Varaždina. Feudalno se uređenje u Panonskoj Hrvatskoj tada razvijalo brže no što je to bio slučaj u gorskim krajevima Primorske Hrvatske, čemu je pogodovala i konfiguracija terena. To je vjerojatno jedan od razloga koji je potakao Ljudevita na pobunu i okupljanje susjednih krajeva oko svoje već razvijenije središnje vlasti.

### Franačka vlast i bugarski pohod
Nakon propasti pobune Ljudevita Posavskog, Donja Panonija u potpunom je vazalskom odnosu prema franačkom caru. Ipak, 827. godine protiv Franaka kreće bugarski knez Mortag, a pridružuje mu se i panonski knez Ratimir. Pobijedivši Franke, Bugari, koji su već ranije osvojili Srijem, uspostavljaju sebi odanu vlast u novoosvojenim krajevima, a Ratimir je čini se bio u nekoj vrsti vazalnog odnosa prema Bugarima. Takav ishod potiče cara Ludovika da 828. ukloni s položaja markgrofa furlanskoga Balderika, a furlansku markgrofoviju podijelio je na četiri dijela. 828. i 829. Franci, predvođeni Ludvigom, Ludovikovim sinom i budućim njemačkim kraljem, ratuju protiv Bugara i Hrvata, ali bezuspješno, čemu je vjerojatno pridonjelo i rasulo u Franačkoj, kad su se Ludvikovi sinovi digli protiv oca i razdijelili carstvo. Ludvig Njemački, sada već kao kralj, ratovat će ponovno 838. protiv Ratimira, koji se, čini se, spasio bijegom. Franci su tada vratili dio izgubljenog područja, ali im je to u cijelosti uspjelo tek 845., kad su opet osvojili istočnu Slavoniju i Srijem.
Sljedećih desetljeća, zemlje između Drave i Save priznavale su se pod franačko vrhovništvo, a njima su upravljali slavenski knezovi Blatonskoga Koštela, prvo Pribina, a onda i Kocelj. Panonska Hrvatska i dalje je služila kao bugarsko-franačko bojište u vrijeme rata za talijansku baštinu Karolinga. To je i razdoblje prve organizirane kolonizacije koja ipak nije mogla imati velikog intenziteta. Puste je zemlje bilo mnogo, ali u Europi za njom još nije vladala velika potražnja, a ni granica nije bila dovoljno mirna. Pribinu je nakon njegove pogibije u ratu s Moravljanima naslijedio 861. godine njegov sin Kocelj. Daljnji je razvoj tekao uglavnom mirno sve do vremena kneza Braslava i mađarske provale u Panoniju.

### Braslav
Polovicom 9. stoljeća Panonska Hrvatska u vlasti je Bugara, a potom grofovije Donje Panonije. U tom spominju se u nekim djelima knezovi Pribina i Kocelj, no danas se općenito drži da je riječ o slavenskim knezovima sa zapada, vjerojatno iz Karantanije koji su vladali Donjom Panonijom u području oko Blatnoga jezera i proširili svoju vlast i na područje Panonske Hrvatske, te se sukobljavali s Hrvatima iz primorja u doba primorskoga kneza Iljka. To je i razdoblje djelovanja Ćirila i Metoda, a samoga Metoda papa Hadrijan II. imenuje biskupom srijemsko-panonskim. Papa Ivan VIII. krajem 873. javlja „sklavinskom“ vladaru Mutimiru (dux Sclaviniae) da je u panonskoj dijecezi posvećen biskup i da se sada može predati njegovoj pastirskoj brizi te dodaje: „Savjetujemo te da poradiš koliko možeš, kako ćeš se po primjeru tvojih starih vratiti panonskoj dijecezi.“ To je jedina vijest o postojanju kneza Mutimira na prostoru „sklavinske“ Panonije. Srpska historiografija pretpostavlja da je to tadašnji srpski knez Mutimir, no za njega se kaže da je prvi kršćanski knez, pa bi se on teško mogao „vratiti“ panonskoj dijecezi. Donjom Panonijom tada vlada Svatopluk, velikomoravski knez, koji se isprva opire franačkoj vlasti.
Tadašnji knez Panonske Hrvatske Braslav, kako bi se osigurao pred moćnim moravskim knezom, ulazi u čvršću vezu s Francima, te je 884. pošao u Konigsstadten (kod Tulna u današnjoj Donjoj Austriji) kako bi se ondje poklonio caru Karlu III. Debelom. No, u tada se s carem pomirio i Svatopluk. Nakon Karlove smrti (887.), na vlast dolazi Arnulf Karantanski koji se zaratio sa Svatoplukom, a Braslav se uključuje u taj rat na Arnulfovoj strani. Arnulf je upomoć pozvao i Mađare koji su se tada nalazili iz Karpata. Po Svatoplukovu porazu, Mađari su se povukli, no ovom epizodom nepovratno ulaze u povijest panonskih krajeva. Nakon bugarskih upada u njihova područja, Mađari se oko 896. naseljavaju u središnjem dijelu Panonske nizine, a iste godine Arnulf predaje Braslavu nekadašnju Koceljevu zemlju da je brani od Mađara, no to mu nije pošlo za rukom. Dapače, Mađari su prodirali i u samu Panonsku Hrvatsku, a preko nje do Primorske Hrvatske pa čak i sjeveroistočnih prostora Italije. Čini se da je Braslav, kao posljednji knez Panonske Hrvatske, već 896. poginuo u borbama s Mađarima.

### Nakon Braslava
Početkom 10. stoljeća jača snaga Primorske Hrvatske, sve dok knez, a potom i kralj Tomislav nije vjerojatno priključio pod svoju vlast i Panonsku Hrvatsku. Time prestaje samostalna povijest ove kneževine. O ovom se području u razdoblju od početka 10. pa sve do kraja 11. stoljeća zna vrlo malo. Poznato je da je crkveno spadalo pod splitsku metropoliju i formalno sisačku biskupiju, koja je izgleda postojala samo na papiru, a stvarno je bila pod jurisdikcijom hrvatskog dvorskog biskupa. Arheološki nalazi tog područja u tom vremenu pripadaju panonskoj kulturi koja se naziva bjelobrdska, premda ima i starohrvatskih nalaza, ali izgleda uglavnom iz 11. stoljeća.